# Butamirato
Il butamirato, conosciuto anche come brospamina, è un sedativo della tosse non oppioide che agisce a livello centrale. Non causa, al contrario della codeina, soppressione del centro del respiro, ed è perciò più sicuro rispetto ai sedativi della tosse di natura oppioide.